# Alberto Bellei
Alberto Bellei (ur. 26 sierpnia 1987 w Modenie) – włoski siatkarz, grający na pozycji rozgrywającego. Od sezonu 2018/2019 występuje w drużynie Conad Reggio Emilia.